# ذخیره‌گاه طبیعی کومسومولسک
ذخیره‌گاه طبیعی کومسومولسک (انگلیسی: Komsomolsk Nature Reserve) یک ذخیره‌گاه و منطقه حفاظت شده در سرزمین خاباروفسک کشور روسیه است.